# Miserden Castle
Miserden Castle ist eine Burgruine in der Nähe des Dorfes Miserden in der englischen Grafschaft Gloucestershire.
Die Burg war als große, normannische Motte angelegt und wurde vor 1146 für Robert Musard, nach dessen Familie das Dorf benannt ist, gebaut. Die Burg lag über dem River Frome und bestand aus einem großen Donjon, der durch eine Steinmauer und einen Burggraben geschützt war. Die Burgruine liegt auf einem Felsvorsprung und die Nordseite der Burg wurde vermutlich vom Fluss geflutet, was einen Wassergraben ergab, der die umfangreichen Verteidigungseinrichtungen weiter verstärkte.
Robert Musard wurde durch Streitkräfte, die während des Bürgerkrieges der Anarchie König Stephan unterstützten, getötet und die Burg von Philip of Gloucester eingenommen. Aber die Burg blieb bis mindestens ins 13. Jahrhundert erhalten.
Bis heute sind einige Erdwerke und Mauerreste erhalten.